# 民都洛水牛
民都洛水牛（学名：Bubalus mindorensis），又名塔摩洛水牛、菲律賓水牛、棉蘭老水牛或明多羅水牛，是一種細小的水牛。牠們是菲律賓民都洛的特有種，且是菲律賓內唯一的牛科。一般相信牠們也曾在呂宋出沒。牠們原先分佈在整個民都洛，由海邊至海拔2000米以上的山區，但因人類的發展及獵殺，現只限於一些偏遠的草原，且是瀕危物種。
與一般信念及以往分類不同，民都洛水牛並非沼澤水牛或水牛的亞種。民都洛水牛較沼澤水牛多毛，面上有較淺色的斑紋，角較短，且不是群居的。牠們是菲律賓內最大的本土陸上動物。

## 形態
民都洛水牛的外表是典型的牛科。牠們的身體短壯，四肢有蹄，頭細小而有角，頸部短小。牠們較水牛細小的壯實。牠們只有輕度的兩性異形：雄牛的頸較粗。平均肩高100-105厘米，體長220厘米，尾巴長60厘米。雌牛估計重200-300公斤。
成牛的毛色呈深褐色至灰色。蹄及前下肢內側有白色斑紋，形狀像山地倭水牛的斑紋。面部顏色像身體，大部份在眼睛至角上有一對灰白色斑紋。鼻子及嘴唇有黑色的皮膚。耳朵長13.5厘米，內側有白紋。
民都洛水牛的角短而呈黑色，兩角成丫形，而非像水牛的彎月形。兩角的表面扁平，底部呈三角形。由於經常磨擦，民都洛水牛的角外表面磨損，而內表面則粗糙。角長35.5-51厘米。

## 分佈及棲息地
民都洛水牛最初是於1888年在民都洛發現的。由於瘧疾肆虐，於1900年前，民都洛並不多人居住。直至發明了抗瘧疾的藥物後，才有較多的人遷到島上居住。人類活動在島上的增加減少了民都洛水牛的數量。到了1966年，民都洛水牛的分佈地就只餘下三個地區；到了2000年，牠們只能在餘下的兩個地區生活。
於1900年代估計民都洛水牛的數量有約10000頭；到了1949年，牠們的數量就有約1000頭；於1953年，就只有少於250頭仍然存活。世界自然保護聯盟的統計發現牠們的數量不斷下降，只餘下少於100頭。於1975年就稍稍回升至120頭。現時相信牠們只餘下約30-200頭。
民都洛水牛只生存在民都洛，加上在其他島上發現的水牛屬化石，顯示牠們曾一度廣泛分佈在菲律賓。根據20世紀發現的化石紀錄，民都洛水牛曾於更新世在呂宋生活。
民都洛水牛喜歡棲息在熱帶的高地森林。牠們會在厚叢林及近開放的林間帶覓食，主要是吃草及竹為生。由於人類的開發，牠們擴展至棲息在低地的草原。牠們很多時都會在水源不遠處出沒。

## 食性
民都洛水牛主要吃草及嫩竹，也會吃白茅及甜根子草。牠們天生是日間活動的，但因要避開人類，也會轉到晚上才活動。

## 生命周期
民都洛水牛一般壽命為20歲，最高可達25歲。牠們每胎會產一子，妊娠期為300天。每胎要相隔兩年。幼牛會由母牛照顧2-4年才能獨立。

## 行為
民都洛水牛是獨居的，並不會以群族聚居。只有幼牛才會表現出一般水牛的群族行為及階級。雄牛及雌牛全年也會接觸，但只會有幾小時。有指牠們的獨居行為是對其森林棲息地的一種適應性。雄牛很多時是獨居，且似乎帶有攻擊性；雌牛則可以獨居、與雄牛或與三頭不同年齡的幼牛同住。
民都洛水牛像其他的牛科般會在泥坑中打滾，這可能是為避免昆蟲咬傷。民都洛水牛生性兇猛，不過所有的資料卻很有限。牠們在受威脅時，會低下頭，以角相向，且會不斷搖頭。

## 命名及分類
民都洛水牛最初被法國動物學家韓伯祿（Pierre Marie Heude）於1888年分類為倭水牛的一種。牠們與水牛的親密關係已被確認，於1958年被分類為水牛的亞種。基因分析亦支持這種親密關係。於1969年，牠們被提升為獨立的物種。
後來發現倭水牛應為水牛屬的一部份，故此民都洛水牛的學名亦有所更改。

## 保育
民都洛水牛的數量稀少，且只生存在民都洛，故被列為極危物種。牠們的分佈地面積少於500平方公里，且已知只有五個位點。有很多原因導致民都洛水牛的衰落。人類在民都洛的發展使民都洛水牛的數量受到壓力，加上獵殺及烹食，且失去棲息地的情況下數量大幅下降。另外於1930年代，入侵的歐洲牛引發了嚴重的牛疫，同時令民都洛水牛也受到感染。牠們於2007年時的數量就少於300頭。
因民都洛水牛的衰落，菲律賓有法律及機構來保育牠們。法律上包括禁止除自衛外的獵殺及傷及民都洛水牛，懲罰具阻嚇性的罰款及監禁。除了法律禁止外，多項的保育工作也在進行，包括飼養及培育民都洛水牛及建立基因池。於2007年，民都洛水牛被列在《瀕危野生動植物種國際貿易公約》的附錄一，任何民都洛水牛及其衍生物的商業貿易都被禁止。

## 外部連結
- Haribon's tamaraw page （页面存档备份，存于）